# فهرست مربیان قهرمانان جام باشگاه‌های آسیا و لیگ قهرمانان آسیا
این فهرست مربیان قهرمانان جام باشگاه های آسیا و لیگ قهرمانان آسیا است.

## بر اساس سال

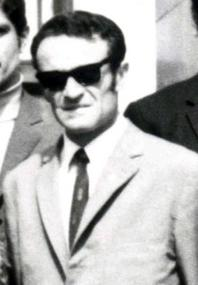
زدراکو رایکوف جام را در سال ۱۹۷۰ برنده شد

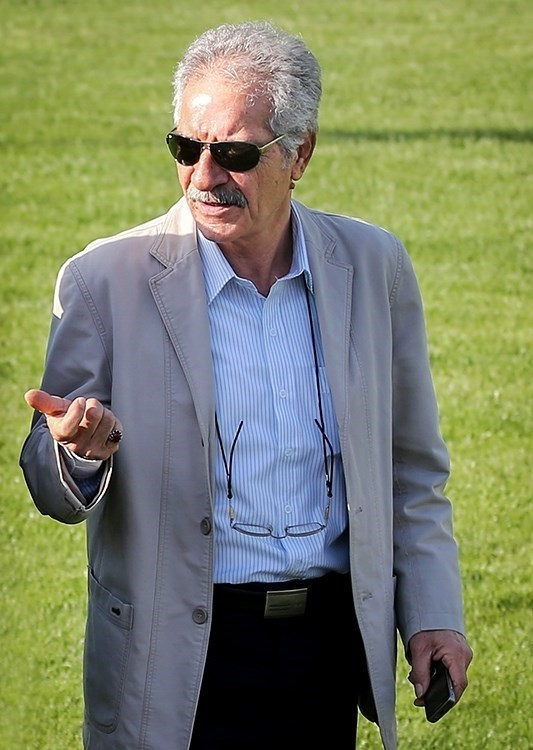
منصور پورحیدری جام را در سال ۱۹۹۰ برنده شد

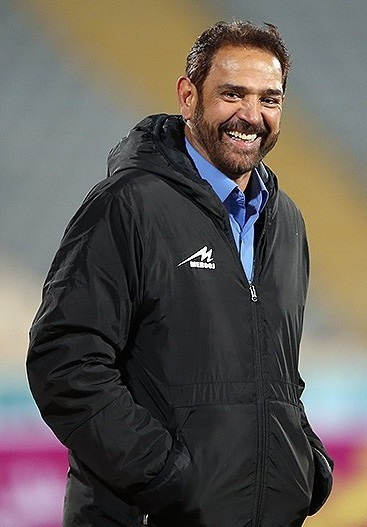
فیروز کریمی جام را در سال ۱۹۹۲ برنده شد

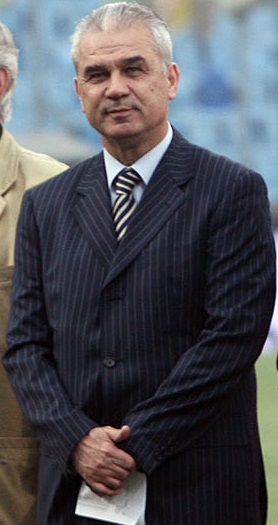
آنگل یوردانسکو جام را در سالهای ۲۰۰۰ و ۲۰۰۵ برنده شد

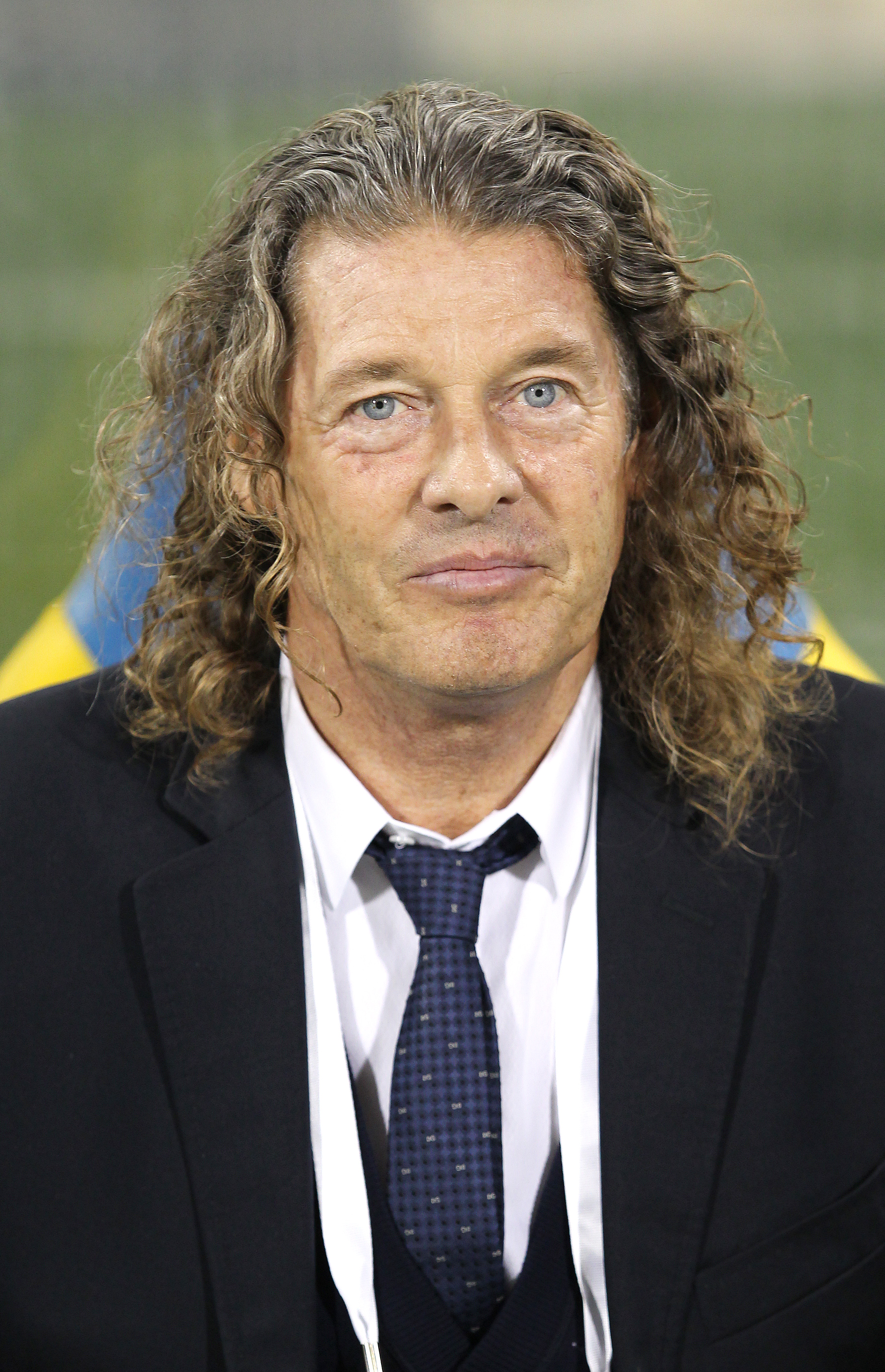
برونو متسو جام را در سال ۲۰۰۳ برنده شد

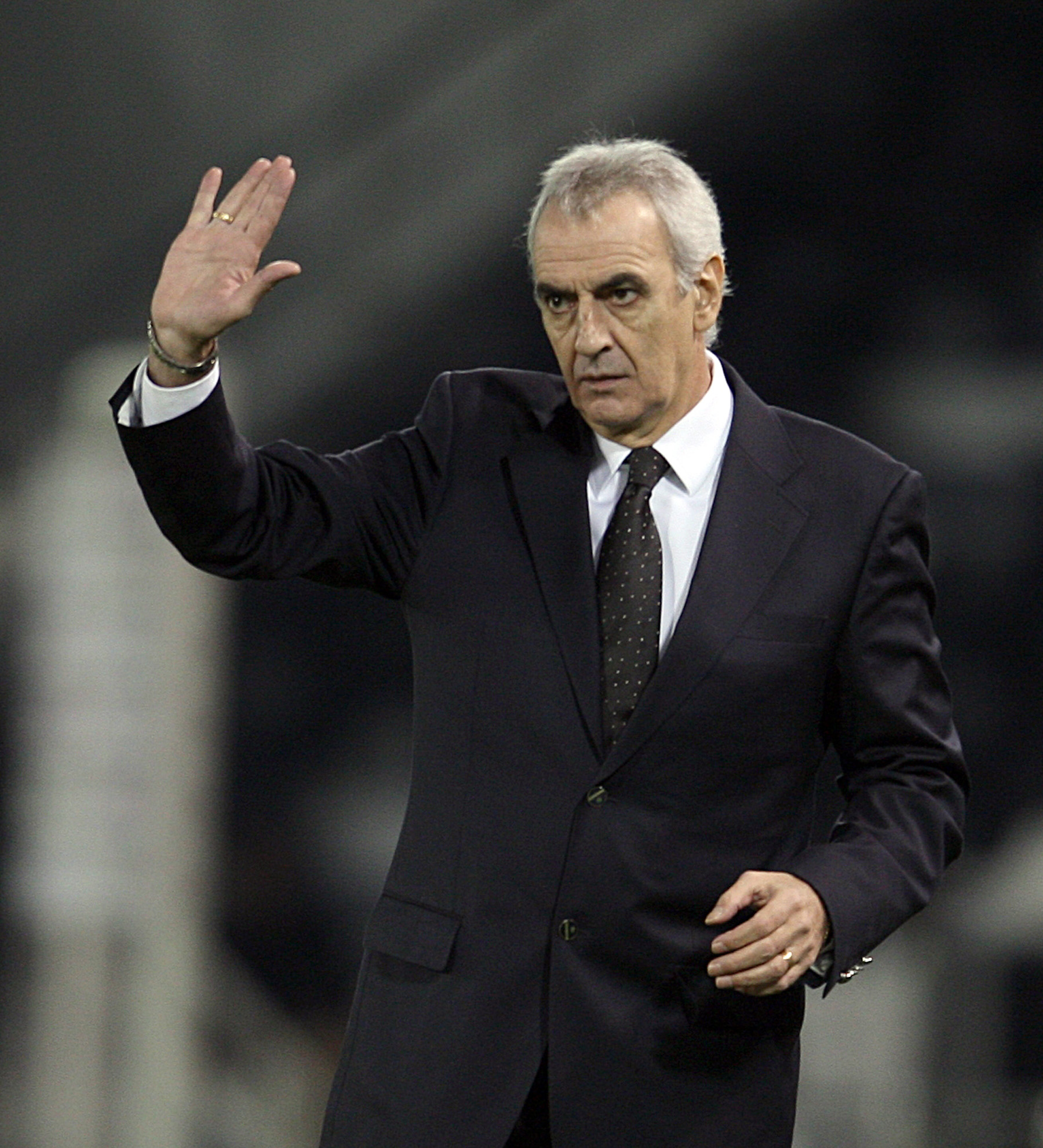
خورخه فوساتی جام را در سال ۲۰۱۱ برنده شد

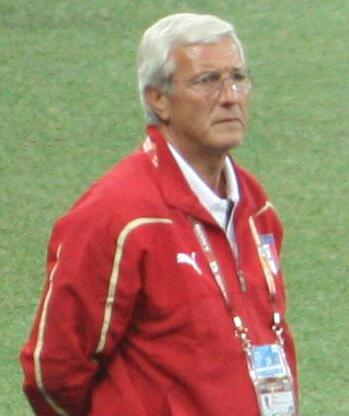
مارچلو لیپی جام را در سال ۲۰۱۳ برنده شد

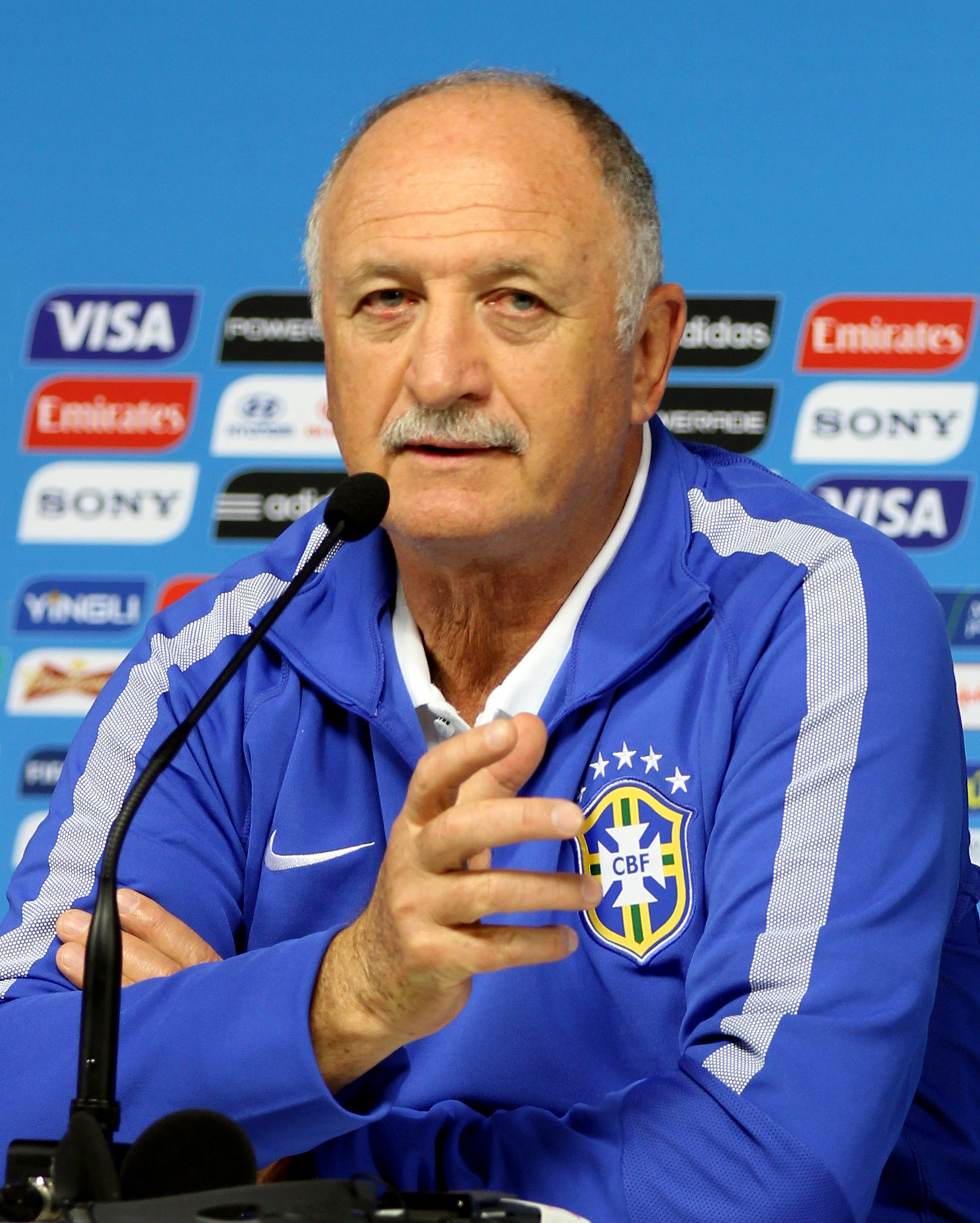
فیلیپه اسکولاری جام را در سال ۲۰۱۵ برنده شد

| فینال     | ملیت مربی                        | مربی قهرمان     | ملیت باشگاه       | باشگاه                |
| --------- | -------------------------------- | --------------- | ----------------- | --------------------- |
| ۱۹۶۷      | اسرائیل                          | یوسف مریموویچ   | اسرائیل           | هاپوئل                |
| ۱۹۶۹      | اسرائیل                          | یوسف مریموویچ   | اسرائیل           | مکابی تل‌آویو          |
| ۱۹۷۰      | جمهوری فدرال سوسیالیستی یوگسلاوی | زدراکو رایکوف   | ایران             | تاج                   |
| ۱۹۷۱      | اسرائیل                          | اسرائیل هالیونر | اسرائیل           | مکابی تل‌آویو          |
| ۱۹۷۲      | مسابقات لغو شد                   | مسابقات لغو شد  | مسابقات لغو شد    | مسابقات لغو شد        |
| ۱۹۸۵–۸۶   | کره جنوبی                        | جانگ وون-سو     | کره جنوبی         | دوو رویالز            |
| ۱۹۸۶      | ژاپن                             | یجون کی‌یوکومو   | ژاپن              | فوروکاوا الکتریک      |
| ۱۹۸۷      | ژاپن                             | جرج یوناشیرو    | ژاپن              | یومیوری               |
| ۱۹۸۸–۸۹   | قطر                              | عبید جمعه       | قطر               | السد                  |
| ۱۹۸۹–۹۰   | چین                              | لی ینگفا        | چین               | لیائونینگ             |
| ۹۱–۱۹۹۰   | ایران                            | منصور پورحیدری  | ایران             | استقلال               |
| ۱۹۹۱      | برزیل                            | ادسون تاوارس    | عربستان سعودی     | الهلال                |
| ۹۳–۱۹۹۲   | ایران                            | فیروز کریمی     | ایران             | پاس                   |
| ۱۹۹۳–۹۴   | تایلند                           | چارنویت پلچیوین | تایلند            | تای‌فارمرز بانک        |
| ۱۹۹۴–۹۵   | تایلند                           | چارنویت پلچیوین | تایلند            | تای‌فارمرز بانک        |
| ۱۹۹۵      | کره جنوبی                        | پارک جونگ-هوان  | کره جنوبی         | ایلهوا چونما          |
| ۱۹۹۶–۹۷   | کره جنوبی                        | پارک سئونگ-هوا  | کره جنوبی         | پوهانگ استیلرز        |
| ۱۹۹۷–۹۸   | کره جنوبی                        | پارک سئونگ-هوا  | کره جنوبی         | پوهانگ استیلرز        |
| ۱۹۹۸–۹۹   | ژاپن                             | تاکاشی کوواهارا | ژاپن              | جوبیلو ایواتا         |
| ۱۹۹۹–۲۰۰۰ | رومانی                           | آنگل یوردانسکو  | عربستان سعودی     | الهلال                |
| ۲۰۰۰–۰۱   | کره جنوبی                        | کیم هو          | کره جنوبی         | سوون سامسونگ          |
| ۲۰۰۱–۰۲   | کره جنوبی                        | کیم هو          | کره جنوبی         | سوون سامسونگ          |
| ۲۰۰۲–۰۳   | فرانسه                           | برونو متسو      | امارات متحده عربی | العین                 |
| ۲۰۰۴      | کرواسی                           | دراگان تالاچیچ  | عربستان سعودی     | الاتحاد               |
| ۲۰۰۵      | رومانی                           | آنگل یوردانسکو  | عربستان سعودی     | الاتحاد               |
| ۲۰۰۶      | کره جنوبی                        | چوی کانگ هی     | کره جنوبی         | چونبوک هیوندای موتورز |
| ۲۰۰۷      | آلمان                            | هولگر اوسیک     | ژاپن              | اوراوا رد دیاموندز    |
| ۲۰۰۸      | ژاپن                             | آکیرا نیشینو    | ژاپن              | گامبا اوساکا          |
| ۲۰۰۹      | برزیل                            | سرجیو فاریاس    | کره جنوبی         | پوهانگ استیلرز        |
| ۲۰۱۰      | کره جنوبی                        | شین تائه-یونگ   | کره جنوبی         | سئونگنام              |
| ۲۰۱۱      | اروگوئه                          | خورخه فوساتی    | قطر               | السد                  |
| ۲۰۱۲      | کره جنوبی                        | کیم هو-گون      | کره جنوبی         | اولسان هیوندای        |
| ۲۰۱۳      | ایتالیا                          | مارچلو لیپی     | چین               | گوانگ‌ژو اورگراند      |
| ۲۰۱۴      | استرالیا                         | تونی پاپاویک    | استرالیا          | وسترن سیدنی           |
| ۲۰۱۵      | برزیل                            | فیلیپه اسکولاری | چین               | گوانگ‌ژو اورگراند      |
| ۲۰۱۶      | کره جنوبی                        | چوی کانگ هی     | کره جنوبی         | چونبوک هیوندای موتورز |
| ۲۰۱۷      | ژاپن                             | تاکافومی هوری   | ژاپن              | اوراوا رد دیاموندز    |
| ۲۰۱۸      | ژاپن                             | گو ویوا         | ژاپن              | کاشیما آنتلرز         |
| ۲۰۱۹      | رومانی                           | رزوان لوچسکو    | عربستان سعودی     | الهلال                |
| ۲۰٢٠      | کره جنوبی                        | کیم دو-هون      | کره جنوبی         | اولسان هیوندای        |

## بر اساس ملیت
این جدول تعداد قهرمانی‌های مربیان هر ملیت را نشان می‌دهد.
| ملیت      | تعداد قهرمانی |
| --------- | ------------- |
| کره جنوبی | ١١            |
| ژاپن      | ۶             |
| اسرائیل   | ۳             |
| برزیل     | ۲             |
| رومانی    | ۲             |
| ایران     | ۲             |
| تایلند    | ۲             |
| قطر       | ۱             |
| کرواسی    | ۱             |
| چین       | ۱             |
| یوگسلاوی  | ۱             |
| فرانسه    | ۱             |
| آلمان     | ۱             |
| اروگوئه   | ۱             |
| ایتالیا   | ۱             |
| استرالیا  | ۱             |